# شهلا ناظریان
شهلا ناظریان (۵ دی ۱۳۲۶ – ۴ اردیبهشت ۱۴۰۱) صدا پیشه، مجری رادیو و بازیگر اهل ایران بود.

## زندگی و حرفه
شهلا ناظریان در سال ۱۳۲۶ در تهران متولد شد و به تشویق مادرش از سال ۱۳۴۱ و همزمان با تحصیل در دبیرستان وارد عرصهٔ دوبله شد. او در ابتدا با نقش‌های کوتاه زیر نظر عطاءالله کاملی، سعید شرافت و محمدعلی زرندی گویندگی را آغاز کرد و سپس به پیشنهاد روبیک در استودیو دماوند به‌مدت ۵ سال مشغول شد و به‌خاطر استعدادش خیلی زود به عنوان گویندهٔ نقش‌های اول مورد توجه مدیران دوبلاژ قرار گرفت.
ناظریان در طول سال‌های فعالیتش در دوبلاژ، به‌جای بسیاری از بازیگران جهان از جمله اینگرید برگمن، لورن باکال، سوفیا لورن، دایان کیتون، راکوئل ولش و الیزابت تیلور گویندگی کرده‌است. یکی از درخشان‌ترین گویندگی‌های او در دوبلهٔ فیلم کازابلانکا به‌جای اینگرید برگمن در کنار گویندگی حسین عرفانی به‌جای هامفری بوگارت است. گویندگی‌اش به‌جای گوگوش در فیلم در امتداد شب از دیگر اجراهای اوست و وی همچنین، به‌جای مریل استریپ نیز، دفعات زیادی گویندگی کرده‌است. همچنین وی از گویندگان فعال دوبلهٔ همزمان در جشنوارهٔ فیلم کودک و نوجوان اصفهان بوده‌است.
او همسر حسین عرفانی، دوبلور و بازیگر و دختر عمهٔ ایرج ناظریان، دوبلور ایرانی می‌باشد. دخترش، مهسا عرفانی نیز در دوبله فعالیت دارد. وی از اواسط دههٔ هشتاد و پس از بیماری، به ندرت گویندگی می‌کرد و به عنوان مدیر دوبلاژ مشغول به کار بود.

### درگذشت
شهلا ناظریان در چهارم اردیبهشت ۱۴۰۱ در سن ۷۴ سالگی بر اثر ایست قلبی درگذشت. پیکر وی در روز چهارشنبه، ۷ اردیبهشت ۱۴۰۱ در قطعهٔ هنرمندان بهشت زهرا به خاک سپرده شد.

## سایر فعالیت‌ها
شهلا ناظریان در کنار دوبله، در برنامهٔ رادیویی «صبح جمعه با شما» نیز فعالیت می‌کرد. بازیگری در تئاتر را از سال ۱۳۶۸ تجربه کرد و همچنین در سریال‌های تلویزیونی «این خانه دور است» (ساختهٔ بیژن بیرنگ و مسعود رسام) و داستان یک شهر (ساختهٔ خسرو معصومی) و فیلم‌های سینمایی «خوش‌خیال»، «پرِ پرواز» و «شب بخیر غریبه» به عنوان بازیگر به ایفای نقش پرداخته است. اجرای مسابقهٔ تلویزیونی «تلاش» به همراه حسین عرفانی و نیز گویندگی در تیزرهای تبلیغاتی از دیگر فعالیت‌هایش به‌شمار می‌آیند.

## دوبله
برخی از گویندگی‌های شاخص و ماندگار شهلا ناظریان در دوبله به شرح زیر است:
| نقش                  | بازیگر            | فیلم                                       | نکات                                                                           |
| -------------------- | ----------------- | ------------------------------------------ | ------------------------------------------------------------------------------ |
| الزا لاند            | اینگرید برگمن     | کازابلانکا                                 | محصول سال ۱۹۴۲، ساختهٔ مایکل کورتیس - دوبلهٔ دوم - مدیر دوبلاژ: سعید شرافت       |
| آبل                  | الیویا دی هاویلند | داج سیتی                                   | محصول سال ۱۹۳۹، ساختهٔ مایکل کورتیس - دوبلهٔ دوم                                 |
| خانم دو وینتر        | جون فانتین        | ربه‌کا                                      | محصول سال ۱۹۴۰، ساختهٔ آلفرد هیچکاک - دوبلهٔ دوم - مدیر دوبلاژ: منوچهر زمانی     |
| بریجیت اوشانتی       | مری استور         | شاهین مالت                                 | محصول سال ۱۹۴۱، ساختهٔ جان هیوستن - مدیر دوبلاژ: عطاءالله کاملی                 |
| آنگاراد مورگان       | مورین اوهارا      | دره من چه سرسبز بود                        | محصول سال ۱۹۴۱، ساختهٔ جان فورد                                                 |
| آن میچل              | باربارا استانویک  | ملاقات با جان دو                           | محصول سال ۱۹۴۱، ساختهٔ فرانک کاپرا                                              |
| کارمن                | لیندا دارنل       | خون و شن                                   | محصول سال ۱۹۴۱، ساختهٔ روبن مامولیان - دوبلهٔ دوم                                |
| لدا همیلتون          | کارن ورن          | سراسر شب                                   | محصول سال ۱۹۴۲، ساختهٔ وینسنت شرمن - مدیر دوبلاژ: احمد رسول‌زاده                 |
| ماشا نووتنی          | آنا لی            | جلادها نیز می‌میرند                         | محصول سال ۱۹۴۳، ساختهٔ فریتس لانگ                                               |
| پائولا               | میشل مورگان       | گذرگاهی به سوی مارسی                       | محصول سال ۱۹۴۴، ساختهٔ مایکل کورتیز                                             |
|                      | فی امرسون         | افتخار نامعلوم                             | محصول سال ۱۹۴۴                                                                 |
| پریل چاوز            | جنیفر جونز        | جدال در آفتاب                              | محصول سال ۱۹۴۶، ساختهٔ کینگ ویدور - دوبلهٔ دوم - مدیر دوبلاژ: احمد رسول‌زاده      |
| آیرین جانسون         | لورن باکال        | گذرگاه تاریک                               | محصول سال ۱۹۴۷، ساختهٔ دلمر دیوس - مدیر دوبلاژ: سعید شرافت                      |
| ژاندارک              | اینگرید برگمن     | ژاندارک                                    | محصول سال ۱۹۴۸، ساختهٔ ویکتور فلیمینگ - دوبلهٔ دوم - مدیر دوبلاژ: سعید شرافت     |
| آنا اشمیت            | آلیدا والی        | مرد سوم                                    | محصول سال ۱۹۴۹، ساختهٔ کارول رید                                                |
| سیلوانا              | سیلوانا مانگانو   | برنج تلخ                                   | محصول سال ۱۹۴۹، ساختهٔ جوزپه دسانتیس - دوبلهٔ دوم                                |
| لورا                 | جین وایمن         | باغ وحش شیشه‌ای                             | محصول سال ۱۹۵۰، ساختهٔ اروینگ رپر                                               |
| باربارا              | ویرجینیا مایو     | کاپیتان هوراشیو                            | محصول سال ۱۹۵۱، ساختهٔ رائول والش                                               |
| دزدمونا              | سوزان کلوتیر      | اتللو                                      | ساخته ۱۹۵۲، ساختهٔ اورسن ولز                                                    |
| لیندا                | کیسی راجرز        | قطار دنور و ریوگرانده                      | محصول سال ۱۹۵۲، ساختهٔ بایرون هاسکین                                            |
| پالی کاتلر           | جین پیترز         | نیاگارا                                    | محصول سال ۱۹۵۳، ساختهٔ هنری هاتاوی - مدیر دوبلاژ: سعید شرافت                    |
| ماریون استارت        | جین آرتور         | شین                                        | محصول سال ۱۹۵۳، ساختهٔ جرج استیونز - دوبلهٔ دوم                                  |
| نوریکو               | ستسوکو هارا       | داستان توکیو                               | محصول سال ۱۹۵۳، ساختهٔ یاسوجیرو ازو                                             |
| جلسومینا             | جولیتا ماسینا     | جاده                                       | محصول سال ۱۹۵۴، ساختهٔ فدریکو فلینی - دوبلهٔ دوم - مدیر دوبلاژ: خسرو خسروشاهی    |
|                      | ویوکا لیندفورس    | فرار برای اختفا                            | محصول سال ۱۹۵۵، ساختهٔ نیکلاس ری                                                |
| هلن تروآ             | روسانا پودستا     | هلن تروآ                                   | محصول سال ۱۹۵۶، ساختهٔ رابرت وایز - دوبلهٔ دوم - مدیر دوبلاژ: سعید شرافت         |
| ورونیکا              | تاتیانا سامویلووا | درناها پرواز می‌کنند                        | محصول سال ۱۹۵۷، ساختهٔ میخائیل کالاتازوف - دوبلهٔ دوم                            |
| جودی                 | آنتا کورسو        | تودهٔ چسبنده (حباب)                         | محصول سال ۱۹۵۸، ساختهٔ اروین اس. یوورت جونیر                                    |
| سوزان                | جنت لی            | نشانی از شر (ضربهٔ شیطان)                   | محصول سال ۱۹۵۸، ساختهٔ اورسن ولز - دوبلهٔ دوم - مدیر دوبلاژ: احمد رسول‌زاده       |
| یولی                 | سیلوا کوشینا      | رنج‌های هرکول                               | محصول سال ۱۹۵۸، ساختهٔ پی‌یترو فرانچیشی - دوبلهٔ دوم                              |
| یولی                 | سیلوا کوشینا      | هرکول و ملکه لیدیا                         | محصول سال ۱۹۵۹، ساختهٔ پی‌یترو فرانچیشی - دوبلهٔ دوم                              |
| الیزابت              | ماریا شل          | درخت اعدام                                 | محصول سال ۱۹۵۹، ساختهٔ دلمر دیوز - دوبلهٔ دوم                                    |
| خواهر شارون          | جین سیمونز        | المر گنتری                                 | محصول سال ۱۹۶۰، ساختهٔ ریچارد بروکس - دوبلهٔ دوم - مدیر دوبلاژ: سعید شرافت       |
| آسیاک                | یوکو تانی         | بی‌گناهان وحشی (برف‌های خونین)               | محصول ۱۹۶۰ سال، ساختهٔ نیکلاس ری - دوبلهٔ دوم                                    |
| کارول                | لی رمیک           | رود وحشی                                   | محصول سال ۱۹۶۰، ساختهٔ الیا کازان                                               |
|                      | ماری لافوره       | ظهر بنفش (زیر آفتاب سوزان)                 | محصول سال ۱۹۶۰، ساختهٔ رنه کلمان                                                |
| دونا شیمن            | سوفیا لورن        | ال سید                                     | محصول سال ۱۹۶۱، ساختهٔ آنتونی مان - دوبلهٔ ویدئویی                               |
| راشل                 | سیلوانا منگانو    | باراباس                                    | محصول سال ۱۹۶۱، ساختهٔ ریچارد فلایشر - دوبلهٔ دوم - مدیر دوبلاژ: منوچهر اسماعیلی |
| روت                  | هالی مک‌اینتایر    | روهاید                                     | محصول سال ۱۹۶۱ (نسخهٔ سینمایی)، ساختهٔ هرشل داگرتی                               |
| مارتین               | میشل مرسیه        | زنان جزیرهٔ شیطان                           | محصول سال ۱۹۶۲، ساختهٔ دومنیکو پائوله‌لا                                         |
| ایدیت (همسر لوط)     | پیر آنجلی         | سدوم و گمورا                               | محصول سال ۱۹۶۲، ساختهٔ رابرت آلدریچ و سرجو لئونه - دوبلهٔ دوم                    |
|                      | لئا ماساری        | شهر اسیر (پاسداران سحر)                    | محصول سال ۱۹۶۲، ساختهٔ جوزف آنتونی                                              |
| امیلی استراتمن       | دایان بیکر        | جایزه                                      | محصول سال ۱۹۶۳، ساختهٔ مارک رابسون - مدیر دوبلاژ: علی کسمایی                    |
| آنیزه                | استفانیا ساندرلی  | فریب‌خورده و رها شده                        | محصول سال ۱۹۶۳، ساختهٔ پی‌یترو جرمی - مدیر دوبلاژ: ابوالحسن تهامی‌نژاد            |
| آنژلیک               | میشل مرسیه        | آنژلیک، مارکیز فرشتگان (آنژلیک سرگردان)    | محصول سال ۱۹۶۴، ساختهٔ برنار بوردری                                             |
|                      | جین اشر           | نقاب مرگ سرخ                               | محصول سال ۱۹۶۴، ساختهٔ راجر کورمن                                               |
|                      | کرول لینلی        | بانی لیک گم شده                            | محصول سال ۱۹۶۵، ساختهٔ اتو پرمینجر                                              |
| دختر                 | ریتا توشینگهام    | دکتر ژیواگو                                | محصول سال ۱۹۶۵، ساختهٔ دیوید لین - مدیر دوبلاژ: علی کسمایی                      |
| کنتسینا مدیچی        | دایان سیلنتو      | رنج و سرمستی                               | محصول سال ۱۹۶۵، ساختهٔ کارول رید                                                |
| اوناکا               | میوکی کووانا      | ریش قرمز                                   | محصول سال ۱۹۶۵، ساختهٔ آکیرا کوروساوا - مدیر دوبلاژ: سعید شرافت                 |
| خانم پداک            | آن مارگرت         | زمانی که دزد بودم                          | محصول سال ۱۹۶۵، ساختهٔ رالف نلسون - درگذشتهٔ دوم                                 |
| شیلا                 | دایان بیکر        | سراب                                       | محصول سال ۱۹۶۵، ساختهٔ ادوارد دمیتریک                                           |
|                      | رزمری فورسایت     | شناندوا (گلوله مرزی نمی‌شناسد)              | محصول سال ۱۹۶۵، ساختهٔ اندرو وی. مک‌لاگلن - مدیر دوبلاژ: سعید شرافت              |
|                      | ناتالی وود        | مسابقه بزرگ                                | محصول سال ۱۹۶۵، ساختهٔ بلیک ادواردز - دوبلهٔ دوم                                 |
| روبی کالدر           | انجی دیکینسون     | تعقیب                                      | محصول سال ۱۹۶۶، ساختهٔ آرتور پن - مدیر دوبلاژ: ابوالحسن تهامی‌نژاد               |
|                      | سنتا برگر         | خاطرات کوئیلر (یادداشت‌های کوئیلر)          | محصول سال ۱۹۶۶، ساختهٔ مایکل اندرسون                                            |
|                      | آن مارگرت         | صف قاتلین                                  | محصول سال ۱۹۶۶، ساختهٔ هنری لوین                                                |
| هاجر                 | زوئه سالیس        | کتاب آفرینش                                | محصول سال ۱۹۶۶، ساختهٔ جان هیوستون - مدیر دوبلاژ: احمد رسول‌زاده                 |
| مارگارت مور          | سوزانا یورک       | مردی برای تمام فصول                        | محصول سال ۱۹۶۶، ساختهٔ فرد زینه مان - درگذشتهٔ دوم - مدیر دوبلاژ: خسرو خسروشاهی  |
| کلی اولسون           | آن مارگرت         | هوسران                                     | محصول سال ۱۹۶۶، ساختهٔ جورج سیدنی                                               |
| امیلی                | اینگر استیونس     | زمانی برای کشتن                            | محصول سال ۱۹۶۷، ساختهٔ فیل کارلسون و راجر کورمن                                 |
|                      | ناتالی دلون       | سامورایی                                   | محصول سال ۱۹۶۷، ساختهٔ ژان پیر ملویل - دوبلهٔ اول - مدیر دوبلاژ: خسرو خسروشاهی   |
|                      | روزانا اسکیافینو  | فراری عصیان‌گر                              | محصول سال ۱۹۶۷                                                                 |
| ماتا باند            | جوانا پتت         | کازینو رویال                               | محصول سال ۱۹۶۷                                                                 |
| دوشیزه دوروتی براون  | مری تایلر مور     | میلی کاملاً مدرن (دختر خیلی متجدد)          | محصول سال ۱۹۶۷، ساختهٔ جرج روی هیل                                              |
| ماریا                | کاترین دنوو       | مایرلینگ                                   | محصول سال ۱۹۶۸، ساختهٔ ترنس یانگ - مدیر دوبلاژ: سعید شرافت                      |
| کتی                  | ژاکلین بیسه       | بولیت                                      | محصول سال ۱۹۶۸، ساختهٔ پیتر ییتس                                                |
|                      | سیلوا کوشینا      | راه زیبایی برای مردن                       | محصول سال ۱۹۶۸ - مدیر دوبلاژ: سعید شرافت                                       |
|                      | کامیلا اسپارو     | مأموریت کی (دامی برای جاسوس)               | محصول سال ۱۹۶۸، ساختهٔ وال گست                                                  |
| ماریا استونر         | راکول ولچ         | باندولرو!                                  | محصول سال ۱۹۶۸، ساختهٔ اندرو مک لاگلن                                           |
|                      | جوآن هکت          | از کلانتر محلی خود حمایت کنید!             | محصول سال ۱۹۶۹، ساختهٔ برت کندی                                                 |
|                      | سیلوا کوشینا      | برهنه می‌بینم                               | محصول سال ۱۹۶۹، ساختهٔ دینو ریسی                                                |
|                      | کاترین اسپاک      | حتماً، مطمئن باش (دو دختر و این همه دردسر)  | محصول سال ۱۹۶۹                                                                 |
| لوئیز                | جنت مارگولین      | پول را بردار و فرار کن                     | محصول سال ۱۹۶۹، ساختهٔ وودی آلن - مدیر دوبلاژ: احمد رسول‌زاده                    |
| الورا                | جوآن وودوارد      | پیروزی (برنده)                             | محصول سال ۱۹۶۹، ساختهٔ جیمز گلدستون                                             |
|                      |                   | پرچم‌های سامورایی                           | محصول سال ۱۹۶۹، ساختهٔ هیروشی ایناگاکی                                          |
| زری                  | الکه زومر         | قهرمانان                                   | محصول سال ۱۹۷۰، ساختهٔ ژان نگولسکو                                              |
| هنریتا ماریای فرانسه | دوروتی توتین      | کرامول                                     | محصول سال ۱۹۷۰، ساختهٔ کن هیوز                                                  |
| دوشس                 |                   | گربه‌های اشرافی (انیمیشن)                   | محصول سال ۱۹۷۰، شرکت والت دیزنی - دوبلهٔ اول - مدیر دوبلاژ: ژاله علو            |
|                      | الکه زومر         | پرسی                                       | محصول سال ۱۹۷۱، ساختهٔ رالف توماس                                               |
| مارگارت              | والری لئون        | خون از مقبرهٔ مومیایی می‌چکد                 | محصول سال ۱۹۷۱                                                                 |
|                      | الکه زومر         | زپلین (بالن)                               | محصول سال ۱۹۷۱                                                                 |
| آربلا                | سامانتا اگار      | ‏نوری در حاشیه دنیا‏ (نوری بر فراز هفت دریا) | محصول سال ۱۹۷۱، ساختهٔ کوین بیلینگتون - دوبلهٔ اول و دوم                         |
|                      | نورا میائو        | خشم اژدها                                  | محصول سال ۱۹۷۲، ساختهٔ لو وی                                                    |
|                      | نورا میائو        | راه اژدها                                  | محصول سال ۱۹۷۲، ساختهٔ بروس لی                                                  |
| لیندا                | استلا استیونز     | ماجرای پوزیدون (جهنم زیر و رو)             | محصول سال ۱۹۷۲، ساختهٔ رونالد نیم                                               |
| لوسی آن              | لسلی-آن داون      | اسکالاواگ                                  | محصول سال ۱۹۷۳، ساختهٔ کرک داگلاس                                               |
|                      | شارمیلا تاگور     | بیا در آغوشم                               | محصول سال ۱۹۷۳، ساختهٔ منموهان دسای                                             |
| دکتر بتینا کوک       | شارون آکر         | بیگانه                                     | محصول سال ۱۹۷۳                                                                 |
| لونا                 | دایان کیتون       | خواب‌آلود                                   | محصول سال ۱۹۷۳، ساختهٔ وودی آلن                                                 |
| لارا                 | ژاکلین بیسه       | دزدی که برای شام آمد                       | محصول سال ۱۹۷۳، ساختهٔ باد یورکین                                               |
| رابعه عدویه          | فاطما گیریک       | رابعه                                      | محصول سال ۱۹۷۳، ساختهٔ عثمان اف. سدن                                            |
|                      | بِوِرلی پاورز       | شانزده ساله                                | محصول سال ۱۹۷۳                                                                 |
| کی آدامز             | دایان کیتون       | پدرخواندهٔ ۲                                | محصول سال ۱۹۷۴، ساختهٔ فرانسیس فورد کاپولا - مدیر دوبلاژ: خسرو خسروشاهی         |
|                      | مونیکا ویتی       | غبار ستاره (مرد مسخره)                     | محصول سال ۱۹۷۳، ساختهٔ آلبرتو سوردی                                             |
|                      | سنتا برگر         | پازل (مرد بی‌حافظه)                         | محصول سال ۱۹۷۴                                                                 |
| گلوریا (مادر مارکو)  | کارمن اسکارپیتا   | درخت با برگ‌های صورتی                       | محصول سال ۱۹۷۴، ساختهٔ آرماندو نانوتزی                                          |
| اُفلیا                | جووانا رالی       | عشق اُفلیا                                  | محصول سال ۱۹۷۴                                                                 |
|                      | لی گرانت          | طرح شیطانی                                 | محصول سال ۱۹۷۴، ساختهٔ کن هیوز - مدیر دوبلاژ: ایرج ناظریان                      |
| ماری گودنایت         | بریت اکلاند       | مردی با طپانچهٔ طلایی                       | محصول سال ۱۹۷۴، ساختهٔ گای همیلتون                                              |
| لیدی لیندون          | ماریسا برنسون     | بری لیندون                                 | محصول سال ۱۹۷۵، ساختهٔ استنلی کوبریک - مدیر دوبلاژ: خسرو خسروشاهی               |
| لیزا رینر            | الکه زومر         | خانهٔ جن‌گیری (کتاب ابلیس)                   | محصول سال ۱۹۷۵، ساختهٔ ماریو باوا و آلفردو لئونه                                |
| مرسدس                | کیت نلیگان        | کنت مونت کریستو                            | محصول سال ۱۹۷۵، ساختهٔ دیوید گرین - دوبلهٔ دوم                                   |
|                      | دومینیک ساندا     | ارث                                        | محصول سال ۱۹۷۶                                                                 |
| آدریان               | تالیا شایر        | راکی                                       | محصول سال ۱۹۷۶، ساختهٔ جان جی. آویلدسن - مدیر دوبلاژ: ابوالحسن تهامی‌نژاد        |
| آیریس                | جودی فاستر        | راننده تاکسی                               | محصول سال ۱۹۷۶، ساختهٔ مارتین اسکورسیزی - مدیر دوبلاژ: خسرو خسروشاهی            |
|                      | آیلین برنان       | قتل با مرگ                                 | محصول سال ۱۹۷۶، ساختهٔ رابرت مور                                                |
|                      | باربارا باک       | جاسوسی که دوستم داشت                       | محصول سال ۱۹۷۷، ساختهٔ لوئیس گیلبرت                                             |
| پائولا               | مارشا ماسون       | دختر خداحافظی                              | محصول سال ۱۹۷۷، ساختهٔ هربرت راس - مدیر دوبلاژ: منوچهر نوذری                    |
| ادویج                | می‌رِیل دارک        | شتاب‌زده                                    | محصول سال ۱۹۷۷، ساختهٔ ادوار مولینارو - مدیر دوبلاژ: خسرو خسروشاهی              |
| والری                | اورنلا موتی       | مرگ یک مرد فاسد (دایرهٔ خونین)              | محصول سال ۱۹۷۷، ساختهٔ ژرژ لوتنر - دوبلهٔ اول - مدیر دوبلاژ: خسرو خسروشاهی☆      |
| زن جوان              | ایزابل آجانی      | راننده                                     | محصول سال ۱۹۷۸، ساختهٔ والتر هیل                                                |
| جوآنا کریمر          | مریل استریپ       | کریمر علیه کریمر                           | محصول سال ۱۹۷۹، ساختهٔ رابرت بنتون - دوبلهٔ اول - مدیر دوبلاژ: خسرو خسروشاهی     |
| مگی والان            | سوزان بلکلی       | کنکورد … فرودگاه ۷۹                        | محصول سال ۱۹۷۹، ساختهٔ دیوید لوول ریچ                                           |
| همسر نینو            | الئونورا جورجی    | مردی که به زانو درآمد                      | محصول سال ۱۹۷۹، ساختهٔ دامیانو دامیانی - دوبلهٔ دوم                              |
| زن طرد شده           | مارال اورهونسای   | جاده (راه)                                 | محصول سال ۱۹۸۲، ساختهٔ ییلماز گونی و شریف گورن                                  |
| مارگارت برک-وایت     | کندیس برگن        | گاندی                                      | محصول سال ۱۹۸۲، ساختهٔ ریچارد اتنبرا                                            |
| اختاپوسی             | مائود آدامز       | اختاپوسی                                   | محصول سال ۱۹۸۳، ساختهٔ جان گلن                                                  |
| کی آدامز             | دایان کیتون       | پدر خوانده ۳                               | محصول سال ۱۹۹۰، ساختهٔ فرانسیس فورد کاپولا - مدیر دوبلاژ: خسرو خسروشاهی         |
| گرترود               | گلن کلوز          | هملت                                       | محصول سال ۱۹۹۰، ساختهٔ فرانکو زفیرلی - مدیر دوبلاژ: بهرام زند                   |
| سارا                 | لیندا همیلتون     | نابودگر ۲                                  | محصول سال ۱۹۹۱، ساختهٔ جیمز کامرون - مدیر دوبلاژ: خسرو خسروشاهی                 |
| سونیا/ساویتری دوی    | مادهوری دیکشیت    | دلدار عاشق                                 | محصول سال ۱۹۹۳، ساختهٔ لارنس دی سوزا                                            |
|                      | رزانا آرکت        | راهی برای فرار نیست                        | محصول سال ۱۹۹۳، ساختهٔ رابرت هارمون - مدیر دوبلاژ: ناصر ممدوح                   |
| دکتر پائولا اولسن    | ناتاشا ریچاردسون  | نل                                         | محصول سال ۱۹۹۴، ساختهٔ مایکل اپتد                                               |
| لی                   | مریل استریپ       | اتاق ماروین                                | محصول سال ۱۹۹۶، ساختهٔ جری زکس                                                  |
| ملیندا مورز          | پاتریشیا کلارکسون | مسیر سبز                                   | محصول سال ۱۹۹۹، ساختهٔ فرانک دارابونت - مدیر دوبلاژ: خسرو خسروشاهی              |
| ناتالی               | کری-ان ماس        | ممنتو                                      | محصول سال ۲۰۰۰، ساختهٔ کریستوفر نولان                                           |
| الیسیا نش            | جنیفر کانلی       | یک ذهن زیبا                                | محصول سال ۲۰۰۱، ساختهٔ ران هاوارد                                               |
| لارا کرافت           | آنجلینا جولی      | لارا کرافت: مهاجم مقبره                    | محصول سال ۲۰۰۱، ساختهٔ سایمون وست                                               |
| گریس                 | نیکول کیدمن       | دیگران                                     | محصول سال ۲۰۰۱، ساختهٔ آلخاندرو آمنابار - دوبلهٔ تلویزیونی                       |
| کارآگاه الی بور      | هیلاری سوانک      | بی‌خوابی                                    | محصول سال ۲۰۰۲، ساختهٔ کریستوفر نولان - مدیر دوبلاژ: جلال مقامی                 |
| استفن                | کتی موریارتی      | تیم قرمز                                   | محصول سال ۲۰۰۲، ساختهٔ جرمی هافت - مدیر دوبلاژ: شهلا ناظریان                    |
| کلاریسا              | مریل استریپ       | ساعت‌ها                                     | محصول سال ۲۰۰۲، ساختهٔ مایکل کانینگهام - مدیر دوبلاژ: ژاله کاظمی                |
| مگان                 | اما کلزبی         | سربازان سگی                                | محصول سال ۲۰۰۲، ساختهٔ نیل مارشال - مدیر دوبلاژ: شهلا ناظریان                   |
| بوجا مالوترا         | هما مالینی        | باغبان                                     | محصول سال ۲۰۰۳، ساختهٔ راوی چوپرا - مدیر دوبلاژ: خسرو خسروشاهی                  |
| مِی                   | جانگ زئی          | خانه خنجرهای پران                          | محصول سال ۲۰۰۴، ساختهٔ ژانگ ییمو                                                |

- در فیلم‌های ایرانی ناظریان، به‌جای محبوبه بیات، نیلوفر، پوری بنایی، مرجان، شورانگیز طباطبایی، کتایون، گوگوش، ژاله کریمی، فیلیز آکین، نوری کسرایی، پروانه معصومی، سپیده، افسانه بایگان، فریبا خاتمی، نوش‌آفرین، وجستا، سیمین غفاری و مهشید افشارزاده گویندگی کرده‌است.

| نقش                         | بازیگر            | سریال                      | نکات                                                                 |
| --------------------------- | ----------------- | -------------------------- | -------------------------------------------------------------------- |
| بل                          | مج سینکلیر        | ریشه‌ها                     | محصول سال ۱۹۷۷، ایالات متحدهٔ آمریکا - مدیر دوبلاژ: شهلا ناظریان      |
| الیزابت گریگوری             |                   | بچه‌های کوه آتشفشان         | محصول سال ۱۹۷۹، نیوزیلند - مدیر دوبلاژ: مهدی علی‌محمدی                |
| ریوکورن (مادر توشیشان)      |                   | افسانه توشیشان (انیمه)     | محصول سال ۱۹۸۱، ژاپن                                                 |
| مادر                        |                   | از سرزمین شمالی            | محصول سال ۱۹۸۱، ژاپن - مدیر دوبلاژ: بهرام زند                        |
| آنا                         |                   | خانوادهٔ دکتر ارنست (انیمه) | محصول سال ۱۹۸۱، ژاپن - مدیر دوبلاژ: مهدی علی‌محمدی                    |
| ایزابل (مادر سباستین)       |                   | بل و سباستین (انیمه)       | محصول سال ۱۹۸۲–۱۹۸۱، ژاپن - مدیر دوبلاژ: صادق ماهرو                  |
| اپونین (دختر تناردیه)       |                   | بینوایان                   | محصول سال ۱۹۸۲، فرانسه                                               |
| لیدی مایرا                  | پاتریشیا جیمز     | جک هالبورن                 | محصول سال ۱۹۸۲، آلمان                                                |
| می‌نو یاشیرو (مادر کایو)     |                   | سال‌های دور از خانه         | محصول سال ۱۹۸۴–۱۹۸۳، ژاپن - مدیر دوبلاژ: ژاله علو                    |
| کاتلین اونیل                | وندی هیوز         | رودخانه برفی               | محصول سال ۱۹۹۶–۱۹۹۳، استرالیا - مدیر دوبلاژ: محمود قنبری             |
| دکتر ماریا چلسی (نقش مهمان) |                   | پزشک دهکده                 | محصول سال ۱۹۹۸–۱۹۹۳، ایالات متحدهٔ آمریکا - مدیر دوبلاژ: زهره شکوفنده |
| دوروتیا کازابون             | جولیت آبری        | میدل‌مارچ                   | محصول ۱۹۹۴، انگلستان - مدیر دوبلاژ: شهلا ناظریان                     |
| حمیده                       |                   | مدیر کل                    | محصول سال ۱۹۹۵، سوریه - مدیر دوبلاژ: محمود قنبری                     |
| هانا                        | ویکتوریا اسمورفیت | میدان برکلی                | محصول سال ۱۹۹۸، انگلستان                                             |
| ایزابل موری                 | لیندا تورسون      | امیلی در نیومون            | محصول سال ۲۰۰۰–۱۹۹۸، کانادا - مدیر دوبلاژ: جلال مقامی                |
| خانم (دونگ فانگ بوبای)      |                   | افسانه شجاعان              | محصول سال ۲۰۰۱، چین - مدیر دوبلاژ: نصرالله مدقالچی                   |
| فولکی                       |                   | افسران پلیس                | محصول سال ۲۰۰۸–۲۰۰۲، ایتالیا - مدیر دوبلاژ: شهلا ناظریان             |

| نقش    | بازیگر                     | سریال               | نکات                                                                              |
| ------ | -------------------------- | ------------------- | --------------------------------------------------------------------------------- |
| طاهره  | مینو ابریشمی               | دایی‌جان ناپلئون     | محصول سال ۱۳۵۵، ساختهٔ ناصر تقوایی - سرپرست گویندگان: احمد رسول‌زاده                |
| ژیلا   | ژیلا سهرابی                | طلاق                | محصول سال ۱۳۵۶، ساختهٔ مسعود اسداللهی - سرپرست گویندگان: جلال مقامی                |
|        | آرام                       | غارتگران            | محصول سال ۱۳۵۶، ساختهٔ محمد متوسلانی                                               |
|        | گیتی ساعتچی                | جستجو               | محصول سال ۱۳۶۷، ساختهٔ محمدرضا ممجد                                                |
|        | محبوبه بیات                | عقیق                | محصول سال ۱۳۶۸، ساختهٔ حمید تمجیدی                                                 |
|        | معصومه آقاجانی الیزا جوهری | دبیرستان خضرا       | محصول سال ۱۳۷۵–۱۳۷۴، ساختهٔ اکبر خواجویی - سرپرست گویندگان: زهره شکوفنده           |
|        | فاطمه نقوی                 | هفت‌سنگ              | محصول سال ۱۳۷۷–۱۳۷۶، ساختهٔ عبدالرضا نواب صفوی (این سریال یک نسخهٔ سینمایی هم دارد) |
| سرآشپز | منظر لشگری                 | معصومیت از دست رفته | محصول سال ۱۳۸۲، ساختهٔ داوود میرباقری - سرپرست گویندگان: حمیدرضا آشتیانی‌پور        |
| کتایون | پروانه معصومی              | چهل سرباز           | محصول سال ۱۳۸۶–۱۳۸۴، ساختهٔ محمد نوری‌زاد - سرپرست گویندگان: بهرام زند              |

### سایر آثار دوبله
- مریل استریپ: اتاق ماروین؛ آوای قلب؛ اقتباس؛ خانهٔ ارواح
- سیلوانا منگانو: برنج تلخ؛ باراباس
- ژاکلین بیسه: بولیت؛ دزدی که برای شام آمد
- بت دیویس: جزبل؛ زندگی خصوصی الیزابت و اسکیس
- میناکشی سشادری: گایال
- شورانگیز طباطبایی: دو کله‌شق، دکتر و رقاصه
- جمیله: کج‌کلاه خان، گلپری جون
- میدوری دیکشیت: دلدار عاشق
- تابو: گول ظاهر را مخور
- کاریشما کاپور: جگر
- فریده جلال: مامو
- مورین اوهارا: چه سرسبز بود درهٔ من
- لیندا دارنل: خون و شن
- آلیدا والی: مرد سوم
- جین وایمن: باغ‌وحش شیشه‌ای
- جین آرتور: شین
- جین پیترز: نیاگارا
- لی رمیک: رودخانهٔ وحشی
- آن مارگرت: زمانی که دزد بودم
- ناتالی وود: مسابقهٔ بزرگ
- ناتالی دلون: سامورایی
- جنت مارگولین: پول را بردار و فرار کن
- کاترین دونوو: مایرلینگ
- جوآن وودوارد: پیروزی
- الکه زومر: زپلین
- دایان کیتون: خواب آلود
- ماریسا برنسون: بری لیندون
- مارشا ماسون: دختر خداحافظی
- مریل دارک: شتابزده
- اورنلا موتی: دایرهٔ خونین
- سوزان بلکلی: کنکورد: فرودگاه ۷۹
- مارال اورهونسای: یول‌/راه (ساختهٔ ییلماز گونی)
- شارون استون: قهرمان
- آنجلینا جولی: مهاجمین مقبره
- جنیفر کانلی: ذهن زیبا
- هیلاری سوانک: بی‌خوابی
- هما مالینی: باغبان
- گوگوش (در نقش پروانه): در امتداد شب
- لیلا فروهر: گل خشخاش
- پروانه معصومی: گل‌های داوودی
- محبوبه بیات: مادر
- هما روستا: دو همسفر
- افسانه بایگان: حریم مهرورزی

### سریال‌های تلویزیونی
- غارتگران (آرام)
- طلاق (ژیلا سهرابی)
- دایی‌جان ناپلئون (طاهره)
- بینوایان (دختر تناردیه)
- از سرزمین شمالی (مادر)
- رودخانهٔ برفی (کاتلین اونیل)
- میدل‌مارچ (نقش اصلی + مدیر دوبلاژ)
- سال‌های دور از خانه (مادر کایو)

### کارتون
- گربه‌های اشرافی (دوشس)
- خانوادهٔ دکتر ارنست (همسر دکتر ارنست)